# Kentaro Maeda
Kentaro Maeda (前田拳太郎 Maeda Kentarō?) (Prefectura de Saitama, Japón - 6 de septiembre de 1999) es un actor japonés y miembro del grupo teatral Gekidan EXILE. Pertenece a LDH JAPAN. Se graduó de la Facultad de Economía de la Universidad de Dokkyo.

## Trayectoria
Decidió convertirse en actor en la infancia, inspirado por su deseo de ser un Kamen Rider.
En 2018, tras ingresar a la universidad, fue seleccionado entre los 30 mejores en el "31º Concurso Junon Superboy", pero no pasó la siguiente ronda y abandonó temporalmente su sueño de convertirse en actor. Sin embargo, la pandemia de COVID-19 interrumpió las actividades del club de baile de salón al que pertenecía en la universidad, lo que lo llevó a replantearse su futuro y decidir perseguir su sueño de ser actor, buscando una agencia de talentos
Desde el verano de 2020, comenzó a recibir clases de actuación en EXPG STUDIO.
En abril de 2021, apareció en el drama de TV Tokyo "Love Comedy Rules: The Clumsy Girl and the Younger Boy". A partir del 1 de julio de ese mismo año, se unió a LDH JAPAN.
Desde el 5 de septiembre de 2021 hasta el 28 de agosto de 2022, fue el protagonista de la serie de televisión de tokusatsu "Kamen Rider Revice" como Ikki Igarashi / Kamen Rider Revi, siendo su primer papel principal en un drama.
El 1 de noviembre de 2022, se unió a Gekidan EXILE.

## Filmografía

### Televisión
| Año  | Título                                                     | Personaje                       | Canal       | Notes        | Ref.          |
| ---- | ---------------------------------------------------------- | ------------------------------- | ----------- | ------------ | ------------- |
| 2021 | Kamen Rider Saber Special Issue                            | Ikki Igarashi, Kamen Rider Revi | TV Asahi    |              | [ 10 ]        |
| 2021 | Kamen Rider Revice                                         | Ikki Igarashi/Kamen Rider Revi  | TV Asahi    | Protagonista | [ 11 ]        |
| 2023 | Goddess's Classroom ~Legal Youth White Paper~              | Takuma Mizusawa                 | Fuji TV     |              | [ 12 ] [ 13 ] |
| 2023 | My Wife                                                    | Ran Hanazuma                    | Fuji TV     |              | [ 14 ]        |
| 2023 | I Can't Reach You.                                         | Yamato                          | TBS/Netflix | Protagonista | [ 15 ]        |
| 2023 | Special Order! Metro Police Special Accounting Department! | Hisashi Tsukimura               | Fuji TV     |              | [ 16 ]        |
| 2024 | Matsumoto Seicho Drama Special 1st night "Face"            | Wataru Morio                    | TV Asahi    |              | [ 17 ]        |
| 2024 | Shinsengumi: With You I Bloom                              | Kamagiri Daisaku                | TV Asahi    | Protagonista | [ 18 ]        |

### Cine
| Año                                                                            | Título                                                                    | Personaje                        | Canal                   | ref.          |
| ------------------------------------------------------------------------------ | ------------------------------------------------------------------------- | -------------------------------- | ----------------------- | ------------- |
| 2022                                                                           | Kamen Rider Revice The Mystery                                            | Ikki Igarashi / Kamen Rider Revi | TELASA                  | [ 19 ]        |
| 2022                                                                           | Revice Legacy: Kamen Rider Veil (Episodios 1 y 5)                         | Ikki Igarashi                    | Toei Tokusatsu Fan Club | [ 20 ]        |
| 2022                                                                           | TTFC Direct Theater: Kamen Rider Revice                                   | Kamen Rider Revi                 | Toei Tokusatsu Fan Club |               |
| 2022                                                                           | 'Theatrical Version Kamen Rider Revice' Spin-Off Drama 'Birth of Chimera' | Ikki Igarashi                    | Toei Tokusatsu Fan Club | [ 21 ]        |
| 2023                                                                           | Kamen Rider Juuga vs Kamen Rider Orteca                                   | Ikki Igarashi                    |                         | [ 22 ]        |
| 2023                                                                           | Mi Esposo Especial (Episodio Especial)                                    | Ran Hanazuma                     | FOD                     | [ 23 ]        |
| 2023                                                                           | La promesa del jardín de Sakura / My beautiful man                        | Keisuke Kiritani                 | Culture Publishers      | [ 24 ] [ 25 ] |
| Notas: TELASA y Toei Tokusatsu Fan Club son plataformas de streaming en Japón. |                                                                           |                                  |                         |               |

## Discografía
| Fecha de lanzamiento     | Nombre del producto | Canción                                                                                            | Canciones               | Comentarios                                                                      |
| ------------------------ | --- | -------------------------------------------------------------------------------------------------- | ----------------------- | -------------------------------------------------------------------------------- |
| 21 de septiembre de 2022 | Kamen Rider Revisar CANCIÓN MEJOR | Kazuki Igarashi (Kentaro Maeda), Daiji Igarashi ( Wataru Hinata ), Sakura Igarashi ( Ayaka Imoto ) | Ve con el flo           | Drama televisivo “ Kamen Rider Revise ” inserta canción.                         |
| 21 de septiembre de 2022 | Kamen Rider Revisar CANCIÓN MEJOR | Igarashi Kazuki (Kentaro Maeda), Vice ( Kimura Subaru )                                            | "VOLCÁN"                | Drama televisivo “ Kamen Rider Revise ” inserta canción.                         |
| 21 de septiembre de 2022 | Kamen Rider Revisar CANCIÓN MEJOR | Kazuki Igarashi (Kentaro Maeda)                                                                    | "Te quedas como estás". | Drama televisivo “ Kamen Rider Revise ” inserta canción.                         |
| 21 de septiembre de 2022 | Kamen Rider Revisar CANCIÓN MEJOR | Kazuki Igarashi (Kentaro Maeda), Hiromi Kadota (Junya Komatsu)                                     | "Sin Ti"                | Tema principal del drama web “Kamen Rider Revise The Mystery”                    |
| 10 de mayo de 2023       | CD con la canción temática incluida con "Revis Forward Kamen Rider Live & Evil & Demons DX Giant Spider & Megabat Buy Stamp Set Version" | #NiceFamiliba                                                                                      | "Ámate a ti mismo"      | Tema musical del vídeo original “Revis Forward Kamen Rider Live & Evil & Demons” |

### Teatro
- "La promesa del jardín de Sakura" (26 de junio de 2021, Keio Plaza Hotel) - como Togo Uguisu
- "BOOK ACT 2023 NEW YEAR SPECIAL: Solo podemos usar magia una vez en la vida" (enero de 2023) [29]
- "BOOK ACT FINAL: Solo podemos usar magia una vez en la vida" (febrero de 2024) [30]
- Lectura teatral "Koizora" (8 de junio de 2024, Teatro 1010) - como Hiroki Sakurai (Hiro) [31]

### Programas de información
- "Mezamashi TV" (5-26 de abril de 2023, Fuji TV) - Presentador de entretenimiento mensual [32]

### Video Original
- Serie Kamen Rider.

- "Terebikun Super Battle DVD Kamen Rider Revice: ¡Koala vs Canguro! ¿Declara tu amor en la boda?" (2022) - como Ikki Igarashi / Kamen Rider Revi.
- "DEAR GAGA" (2022) - como Ikki Igarashi. [33]
- "Terebikun Super Battle DVD Kamen Rider Revice: ¡Comencé como el segundo Rider~!" (2022) - como Ikki Igarashi / Kamen Rider Revi.
- "Revice Forward: Kamen Rider Live & Evil & Demons" (2023) - como Ikki Igarashi [34][35]

### Comerciales
- Marudai Food "Kamen Rider Revice Fish Sausage & Wiener" (2021) [36]
- Otsuka Pharmaceutical "Kamen Rider Revice x Oronamin C" (2022) [37]
- Recruit Holdings "Townwork" (2024) [38]

### Videojuegos
- "Kamen Rider Battle: Ganbarizing" (2021, arcade) - como Kamen Rider Revi  / como Kamen Rider Revice.
- "Kamen Rider Battle: Ganba Legends" (2023, arcade) - como Kamen Rider Revi / como Kamen Rider Revice.

### Juguetes
- Kamen Rider Revice DX Giffard Rex Vistamp (25 de junio de 2022, Bandai) - como Ikki Igarashi.
- Kamen Rider Revice DX Fifteen Gale Vistamp (diciembre de 2022, Premium Bandai) - como Ikki Igarashi.
- Kamen Rider Revice DX Memorial Vistamp Selection 01 Ikki Igarashi & Demon Vice Set (febrero de 2023, Premium Bandai) - como Ikki Igarashi.